# 우자오셰

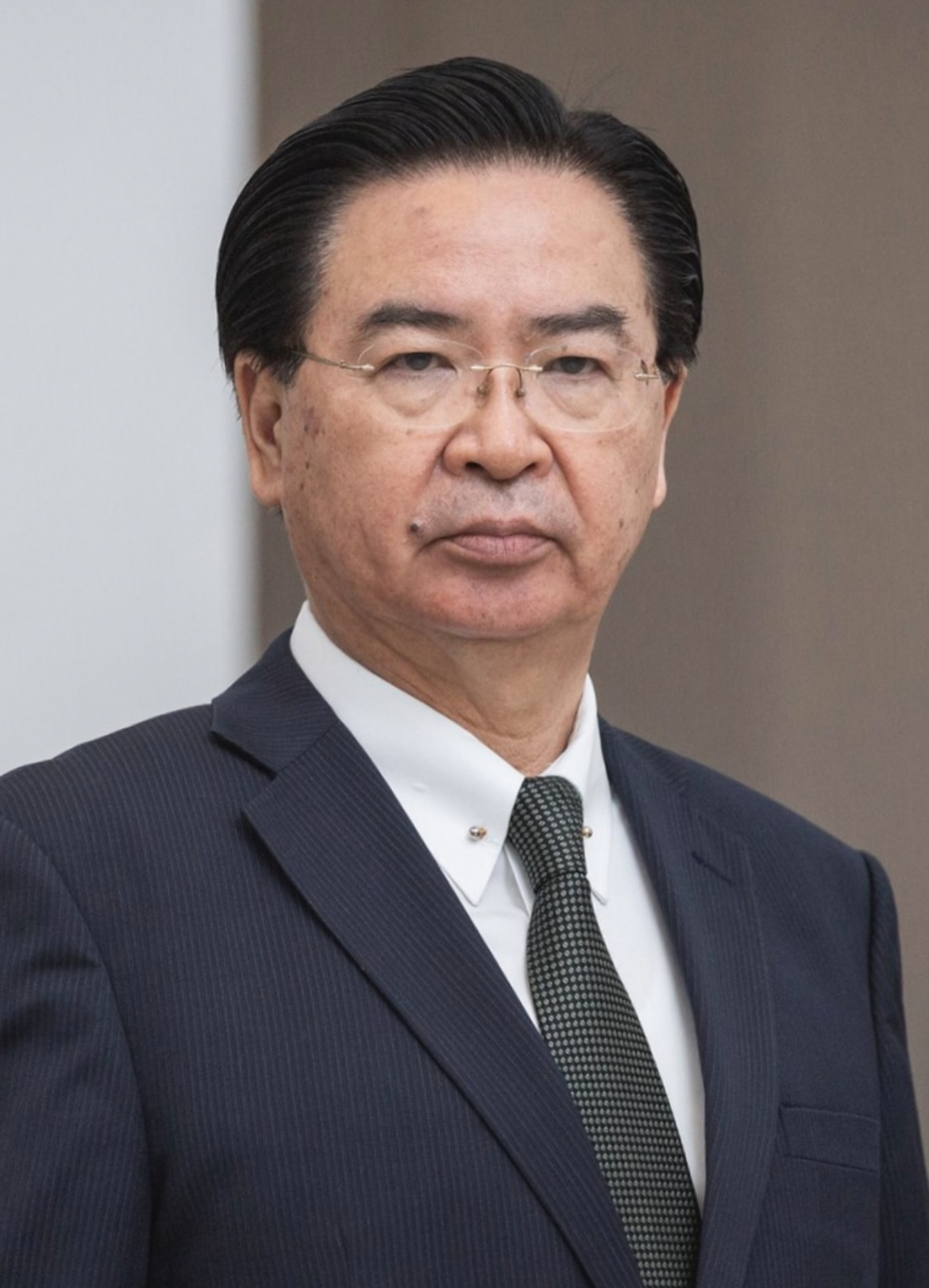
우자오셰

우자오셰(중국어: 吳釗燮, 병음: Wú Zhāoxiè, 1954년 10월 31일 ~ )는 중화민국의 정치인, 학자, 외교관이다. 민주진보당 당원이고 장화현에서 출생하였다. 미국 오하이오 주립 대학교에서 정치학 박사 학위를 취득하였다. 총통부비서장, 부비서장, 국가안전회의 비서장, 민주진보당 비서장, 행정원 대륙위원회 주임위원, 주미국 타이베이 대표를 역임하였다. 현재 중화민국 외교부장을 역임하고 있다.

## 학력
1978년 국립정치대학 정치학과를 졸업하고 1982년 미국 미주리 대학교 정치학 석사 학위를 취득하였다. 1989년에는 미국 오하이오 주립 대학교에서 정치학 박사 학위를 취득하였다. 그리고 국립정치대학 국제관계연구센터에서 전임연구원, 국립정치대학 선거연구센터 겸임부연구원, 연구원과 정치학과 겸임부교수를 역임하였다.

## 같이 보기
- 중화민국 외교부